# 货郎

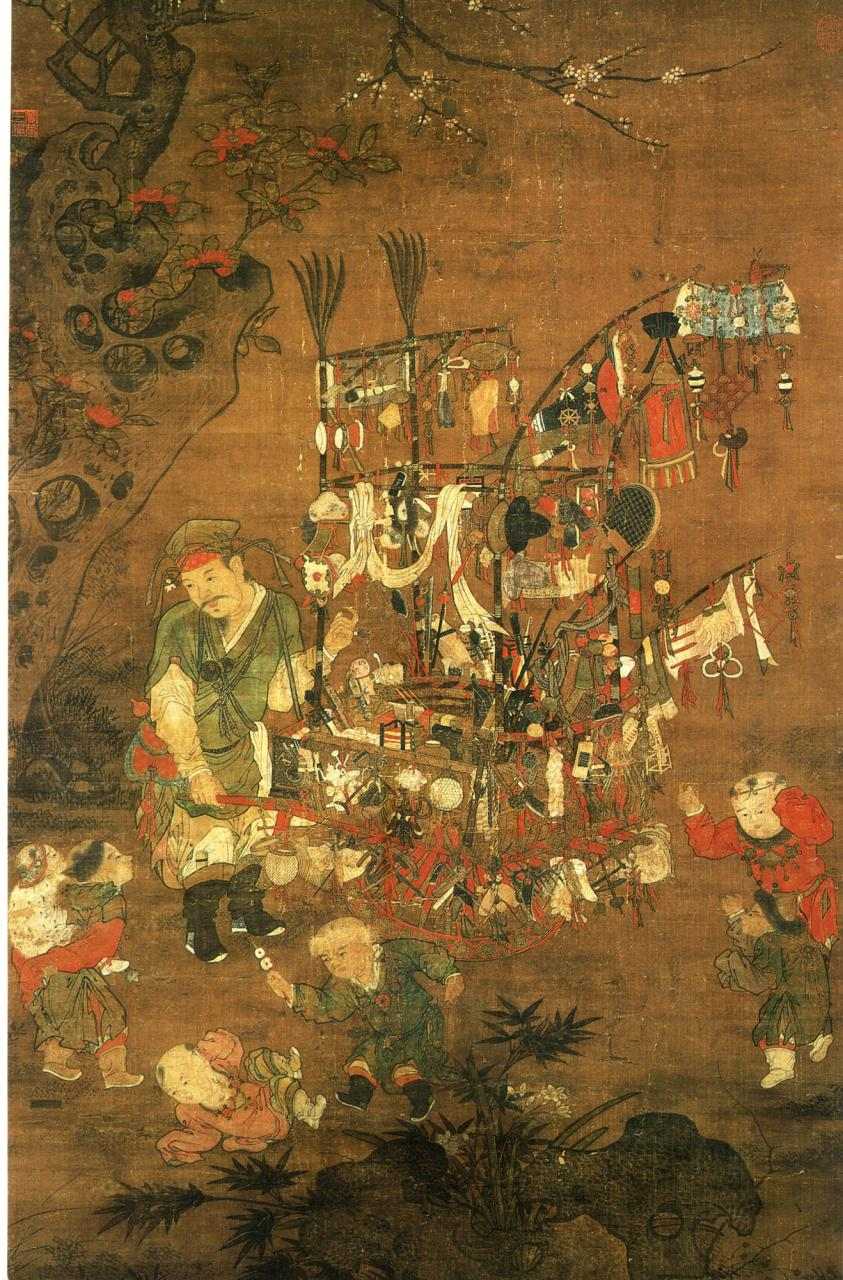
《貨郎圖》中的貨郎

货郎，是游走于村屯乡里、城镇街巷，挑着扁担走街串巷，贩卖日用小百货的行商。

## 概要
挑担者多为年轻男子，称作「货郎」，一般使用拨浪鼓、小锣等响器来招徕顾客。

## 中国

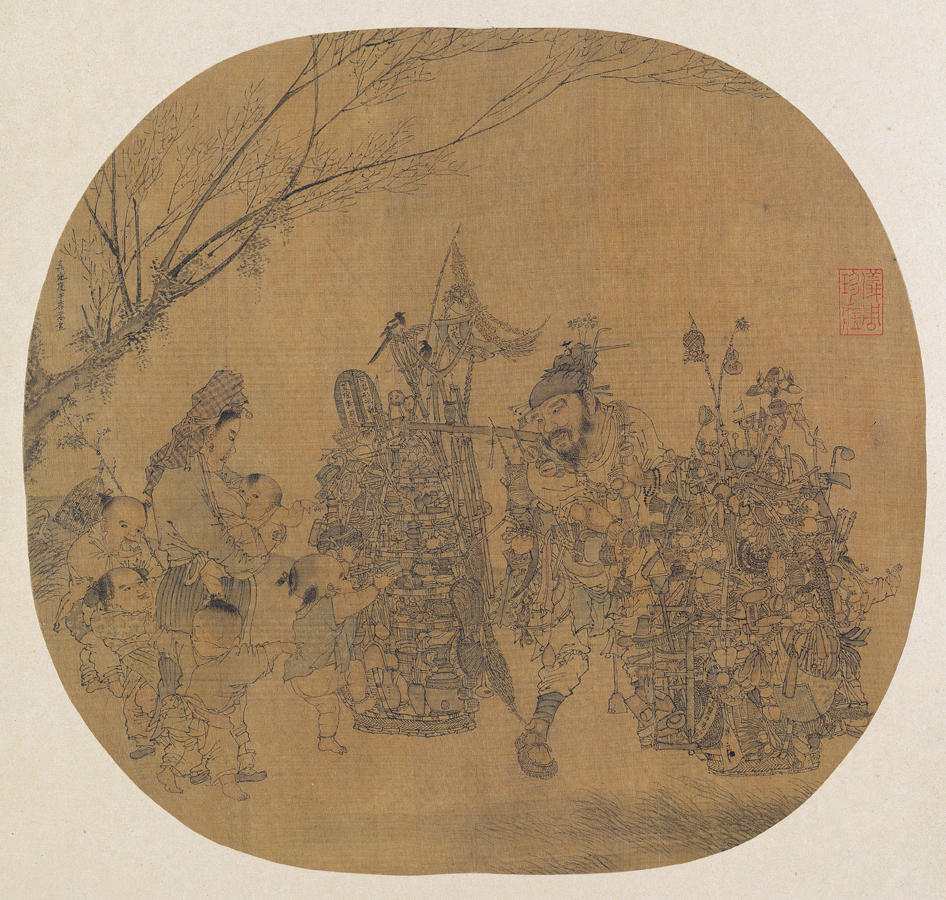
《市擔嬰戲圖》中的貨郎

货郎担早在宋代就有了一定的规模，南宋画家李嵩曾绘有《货郎担图》。中华人民共和国成立初期，在乡间也十分常见。但由于近现代城乡市场的发展，商铺密集，货郎担也逐渐减少，已不多见。